# Spirit of 66
Le Spirit of 66 est une salle de concert située à Verviers (Wallonie, Belgique). Au fur et à mesure des années, elle s'est spécialisée principalement dans l'organisation de concerts de rock et de blues, mais propose également d'autres styles de musique, comme le rock progressif, le hard rock, le metal, le jazz, la country, la salsa, le reggae, etc. Elle organise entre 15 et 20 concerts par mois, ce qui fait de cette salle une des plus actives de Belgique.

## Historique
En juin 1995, Francis Geron (ancien bassiste et ami de Pierre Rapsat) et son fils Ronald reprennent l'ancien cinéma "Select" de Verviers abandonné depuis quelques années, et décident de le transformer en une salle de spectacle. Passionnés par la célèbre Route 66, ils cherchent à calquer l'ambiance du lieu sur les bars typiques de l'Ouest américain, avec une prédominance pour le bois et les lumières tamisées, ainsi qu'une riche décoration faite de photographies et de publicités rétros.
Dans les premiers mois de son existence, la salle cherche un peu sa voie, mais très vite elle s'oriente vers l'organisation de concerts, présentant au départ des petits groupes locaux de la région de Liège. L'endroit devient petit à petit de plus en plus prisé, mais c'est la venue de Pat Travers, Alvin Lee, et surtout Paul Rodgers qui propulse la salle vers les sommets, pour atteindre le 26 juin 2006 le titre de Meilleur Club Européen pour la promotion de la Musique Live Américaine, délivrée par le Paris Country Festival.
À l'heure actuelle, ce sont plus de 2 000 groupes et chanteurs qui constituent le Hall of Fame du Spirit of 66.

## Hall of Fame
Parmi les très nombreux groupes et chanteurs qui se sont produits au Spirit of 66, on peut citer :
- Adrian Belew
- Alvin Lee
- Ana Popović
- Ange
- Arno
- Asia
- Axel Bauer
- Barclay James Harvest
- Beverly Jo Scott
- Billy Cobham
- Camel
- Caravan
- Carl Palmer
- Elliott Murphy
- Fairport Convention
- Glenn Hughes
- Hooverphonic
- Ike Turner
- Kayak
- Le Orme
- Louis Bertignac
- Machiavel
- Magma
- Manfred Mann's Earth Band
- Marillion
- Mick Taylor
- Nik Kershaw
- Ozric Tentacles
- Pavlov's Dog
- Pierre Rapsat
- Porcupine Tree
- Saga
- Status Quo
- Steve Hackett
- Steve Howe
- Ten Years After
- Tony Levin
- Uli Jon Roth
- Uriah Heep
- Vanilla Fudge
- Van der Graaf Generator
- Yves Duteil

## Collaborations externes
Occasionnellement, le staff du Spirit of 66 apporte son expertise dans l'organisation d'événements extérieurs à la salle :
- Le FiestaCity, festival annuel de musique se tenant à Verviers durant 3 jours, le dernier week-end du mois d'août,
- Le Festival de la Guitare, à Verviers,
- Les grands événements organisés par la radio belge Classic 21[6].